# Johannes Unger (Organist)
Johannes Unger (* 1976 in Schlema) ist ein deutscher Organist.

## Leben
Johannes Unger wurde in Schlema als Sohn des Dirigenten Wolfgang Unger geboren. Er studierte Klavier, Orgel und Kirchenmusik an der Hochschule für Musik und Theater „Felix Mendelssohn Bartholdy“ Leipzig.
Er konzertierte in Dänemark, Frankreich, England, Australien und in den USA. Unger begleitet den Thüringischen Akademischen Singkreis als Organist und war von 2003 bis 2009 als Assistenzorganist an der Leipziger Thomaskirche tätig.
Seit Juni 2009 ist Unger Organist an St. Marien zu Lübeck und seit 2022 zugleich auch am Dom zu Lübeck. Er ist Vorstandsmitglied der Internationalen Dieterich-Buxtehude-Gesellschaft.

## Auszeichnungen
- 1998: 1. Preisträger beim Internationalen Orgelwettbewerb in Odense/Dänemark
- 2000: 1. Preis beim XII. Internationalen Johann-Sebastian-Bach-Wettbewerb in Leipzig
- 2001: 1. Preis für Interpretation beim St Albans International Organ Festival

## Tondokumente
- Grand Pieces.
- Orgellandschaft Dänemark.
- Great European Organs.
- Johannes Unger an der Silbermann-Orgel zu Rötha.
- pleno et piano.